# La Seyne-sur-Mer
La Seyne-sur-Mer (occitană La Sanha de Mar) este un oraș în Franța, în departamentul Var, în regiunea Provence-Alpi-Coasta de Azur. Este principala suburbie a orașului Toulon.
1. ↑  répertoire géographique des communes, accesat în 26 octombrie 2015
2. ↑  dataset of postal codes in France, 1 octombrie 2018